# 庾抱
庾抱（?—?），隋朝至唐朝初年润州江宁县（今江苏省南京市）人，出自颍川庾氏。祖父庾众，南陈御史中丞。父亲庾超，南平王记室。
庾抱在开皇年间为延州参军事。后入调吏部。尚书牛弘知道他有学术，给笔札令自序。援翰便就，牛弘很惊奇。后补元德太子杨昭的学士，礼赐非常优渥。嫡皇孙诞生，太子宴宾客，庾抱在坐中献《嫡皇孙颂》，很被太子赞赏。后为越巂主簿，称病没有就任。义宁年间，李建成召他担任陇西公府记室参军事，公府文檄都是出自庾抱。李建成被立为太子，庾抱担任太子舍人，不久去世。有文集十卷。